# Chronobibliografie
Eine Chronobibliografie ist ein Verzeichnis von Publikationen (Bibliografie), das die einzelnen Titel in zeitlicher Reihenfolge (chronologisch) präsentiert. Im Deutschen ist der Begriff unüblich. Hier wird von chronologischer Bibliografie gesprochen, vgl. Terminologie der Information und Dokumentation, München 1975, S. 186. In französischen Publikationen findet er aber Verwendung.
Bsp.: Buisine, Alain: Paul Verlaine : histoire d'un corps ; chrono-bibliographie, index. - Paris : Tallandier, um 1995.